# Tuomas
Tuomas ist ein männlicher Vorname, bei dem es sich um die finnische Variante von Thomas handelt. Er entstammt somit dem Aramäischen und bedeutet „Zwilling“. Eine häufig anzutreffende Variante ist Tuomo.

## Namensträger
- Tuomas Grönman (Eishockeyspieler) (* 1974), finnischer Eishockeyspieler
- Tuomas Grönman (Biathlet) (* 1991), finnischer Biathlet und Skilangläufer
- Tuomas Haapala (* 1979), finnischer Fußballspieler, der im Mittelfeld spielt
- Tuomas Harjula (* 1998), finnischer Biathlet
- Tuomas Holopainen (* 1976), Keyboarder, Sänger und Hauptsongwriter
- Tuomas Iisalo (* 1982), finnischer Basketballtrainer und ehemaliger -spieler
- Tuomas Kantelinen (* 1969), finnischer Komponist und Musiker
- Tuomas Karhula (* 1982), finnischer Badmintonspieler
- Tuomas Kaukolahti (* 1994), finnischer Leichtathlet (Dreisprung)
- Tuomas Ketola (* 1975), finnischer Tennisspieler
- Tuomas Kiiskinen (* 1986), finnischer Eishockeyspieler
- Tuomas Kyrö (* 1974), finnischer Schriftsteller und Comiczeichner
- Tuomas Lehtonen (* 1998), finnischer Sprinter und Hürdenläufer
- Tuomas Nieminen (* 1981), finnischer Eisschnellläufer
- Tuomas Nuorteva (* 1984), finnischer Badmintonspieler
- Tuomas Oskari (* 1980), finnischer Politik- und Wirtschaftsjournalist und Buchautor
- Tuomas Pihlman (* 1982), finnischer Eishockeyspieler
- Tuomas Rannankari (* 1991), finnischer Fußballspieler
- Tuomas Säily (* 1985), finnischer Biathlet
- Tuomas Seppänen (* 1986), finnischer Leichtathlet (Hammerwurf)
- Tuomas Tarkki (* 1980), finnischer Eishockeytorwart
- Tuomas Uusimäki (* 1977), finnischer Fußballspieler